# اینیاپتوک گولتس
اینیاپتوک گولتس (روسی: Иняптук Голец) یک کوه در بوریاتیای کشور روسیه است.